# Relationer mellan Nordkorea och Sverige
Relationer mellan Nordkorea och Sverige refererar till de bilaterala relationerna mellan Nordkorea och Sverige. De är förhållandevis begränsade. Sverige har en ambassad i Pyongyang och Nordkorea har en ambassad i Stockholm. 1973 upprättades de diplomatiska förbindelserna till landet. Ambassaden i Pyongyang upprättades 1975, och fram till 2001 var Sverige det enda landet i EU som hade en ambassad representerad i staden. Sverige är uppdragsgivare för en rad länder i Nordkorea – landet är skyddsmakt för USA sedan 1995, och man har konsulat som representerar bland annat Kanada, Australien och de nordiska länderna.

## Bakgrund och utveckling

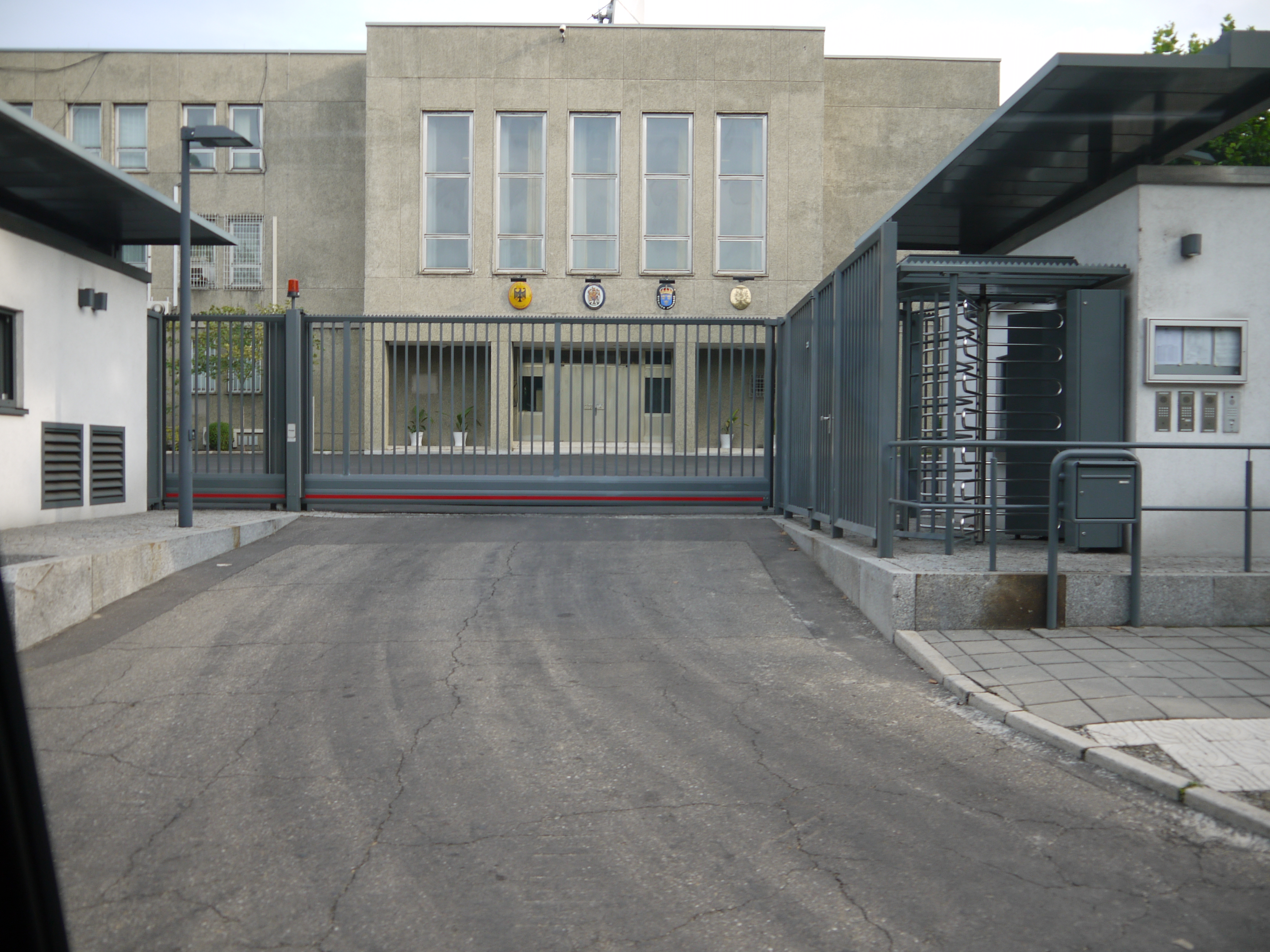
Sveriges ambassad i Pyongyang. Byggnaden delas med Tysklands och Storbritanniens ambassader.

Det svenska engagemanget i Nordkorea kan sägas gå tillbaka till Neutrala nationernas övervakningskommission (NNSC) som inrättades genom koreanska vapenstilleståndet 1953. Sverige utsågs till en av de neutrala nationer som skulle överse gränsen mellan Nord- och Sydkorea.
1969 besökte nordkoreanska representanter Utrikesdepartementet i Stockholm för ett inofficiellt möte. Representanterna fick träffa UD-medarbetare men inte någon svensk minister. Nordkorea finansierade ett informationskontor som efter Sveriges erkännande och upptagande av diplomatiska relationer blev landets ambassad 1973. En viktig faktor bakom upptagandet av diplomatiska relationer mellan länderna var det svenska näringslivets intresse för Nordkorea som exportmarknad. Samtidigt såg svenska UD en möjlighet att agera brobyggare mellan de politiska öst- och västblocken.
Under Sveriges ordförandeskap i EU 2001 besökte Göran Persson Nordkorea och träffade ledaren Kim Jong Il.

### Handel mellan länderna – Nordkoreas skulder till Sverige
Den svenska regeringen beslöt att inleda handelsrelationer med Nordkorea och Exportkreditnämnden fick i uppdrag att ge svenska företag statliga garantier till skydd för utebliven betalning. Nordkorea köpte flera industri- och konsumentprodukter från Sverige på kredit. Bland det som köptes fanns tusen personbilar modell 144 från Volvo, fartygsutrustning från Asea, borrmaskiner från Atlas Copco och bastu från Tylö. Det visade sig snart att Nordkorea inte hade möjlighet att betala för varorna och handelsförbindelserna bröt samman. Orsakerna till det svenska exportfiaskot kan ses i båda parters oförmåga att korrekt bedöma den andres avsikter i handeln. Nordkorea – ovant vid handelsavtal och utrikespolitik – bedömde det svenska närmandet som att Sverige ville hjälpa landet. Sverige hade för liten kunskap om Nordkoreas förutsättningar och drog fel slutsatser om landets ekonomiska situation.
Nordkorea är idag med bred marginal det land med störst skuld till Sverige. Nordkorea är betalningsskyldigt 3,6 miljarder svenska kronor men har inte gjort någon avbetalning sedan 1989. Den svenska ambassaden i Nordkorea har haft i uppdrag att försöka förmå Nordkorea att betala tillbaka sin skuld. Förhandlingarna kring Nordkoreas skulder har varit segdragna och resultatlösa. Exportkreditnämnden bedömer det som mycket ovisst att Nordkorea kommer att betala sina skulder. Handeln mellan de båda länderna är i stort sett obefintlig. 2007-2011 pågick projektet Noko jeans där tre svenska entreprenörer startade tillverkning av jeans i Nordkorea.

### Humanitärt bistånd
Sverige ger mycket humanitärt bistånd till Nordkorea, som har genomgått en djup kris. Det humanitära biståndet kanaliseras genom FN-organ med flera organisationer. Från Sveriges sida vill man samarbeta och föra dialoger med långsiktiga mål med Nordkorea, för att ge fred och avspänning samt att "bryta Nordkoreas isolering genom att landet gradvis integreras i det internationella samfundet". Nordkorea ses som ett stort hot mot säkerheten i regionen beroende på deras kärnvapenambitioner och militära styrkor bland annat. Sverige vill öka öppenheten i landet och förbättra den regionala säkerheten.
2008 menade nordkoreansk statlig radio att Sverige var en amerikansk marionett och en fiende till folkrepubliken. Hotet var dock inte enbart riktat till Sverige utan all utländsk militär stationerad vid gränsområdet, även de schweiziska så kallade NNSC-trupperna. Hotet ledde aldrig till någon djupare kris mellan Sverige och Nordkorea.